# Туш для вій

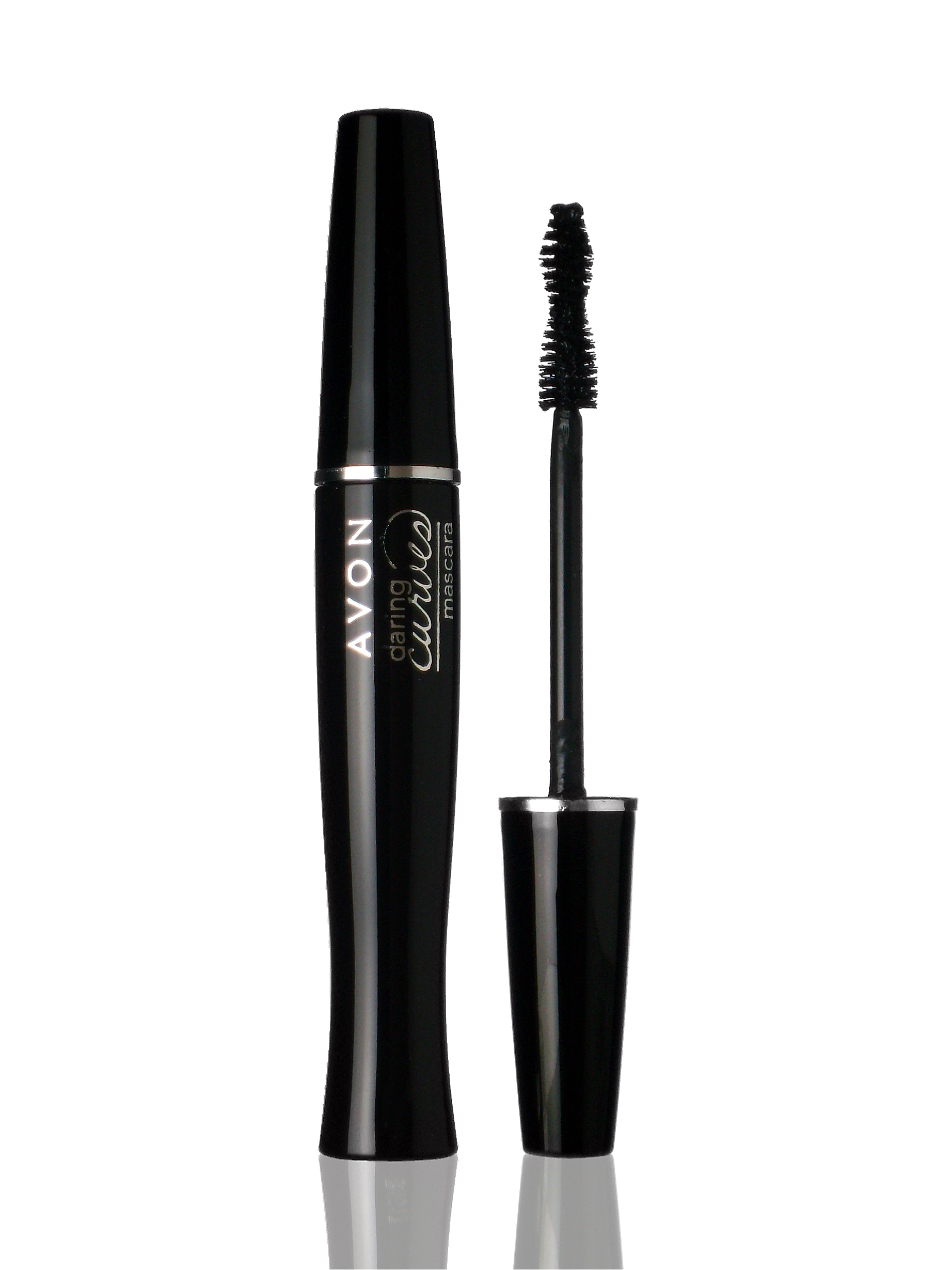
Туш для вій

Туш для вій (англ. mascara) — фарба для вій на основі воску та вугільного пігменту для надання виразності погляду.

## Історія створення
Туш для вій пройшла довгий історичний шлях. Жінки Стародавнього Риму підфарбовували вії сумішшю з води і товченого свинцю. А єгиптянки і гречанки палили на глиняних тарілочках спеціальні палички і посипали вії цим вугіллям. На Сході використовували сурму.
У 1917 році американська фірма Maybelline випустила туш «Тістечко Мейбеллін» (англ. Maybelline Cake Mascara), яке складалося з чорного вугілля й вазеліну, — і новинка відразу ж заволоділа серцями жінок. Опісля компанія Max Factor випустила суху туш, яка
виглядала як компактна коробочка зі щіточкою. До її складу входили рицинова олія, віск, парафін, вода і барвники. Перед нанесенням туш потрібно було розмякшити, додавши крапельку води.
У кінці 30-х років з'явилась водостійка туш, а в 50-ті роки була розроблена рідка туш у сучасному її вигляді. У неї ввели різні «доглядаючі» добавки — зміцнюючі та живильні. Зараз туш не спричиняє проблем: не осипається, не тече, не осідає в куточках очей. На сьогоднішній день серед її різноманіття можна вибрати засіб будь-якого кольору і з бажаними властивостями.
У 21 столітті з'явилася перманентна туш, яка мали чимало переваг порівняно з іншими видами туші таких. Цей засіб надає комплексну дію, вії стають не тільки яскравіше, але і довше, об’ємніше, після процедури кінчики їх красиво і природно підкручуються вгору. Крім того, перманент має сильний водовідштовхувальний ефект. Після фарбування дама може спокійно купатися в басейні або в морі, барвник не розмажеться і не потече, навіть якщо вона потрапить під дощ. Одним з першопрохідців з використання перманентної туші в Україні є Lash Art University.

## Компоненти
Основні компоненти туші: вода, мило, сажа, тонко подрібнені фарбувальні пігменти, воскоподібні речовини, мастика, зміцнюючі смоли, невелика кількість жирних речовин, поживні добавки і консерванти. Серед інших:
- кетамін — має протизапальний ефект, живить коріння вій, зміцнює і стимулює їх зростання;
- змішані парафіни — збільшують довжину й обсяг вій;
- пантенол — збільшує товщину вій і покращує їх стан;
- протеїни (паростків пшениці, шовку) — сприятливо впливають на ріст вій.
- кератин, (природний протеїн вій) — покриває кожну вію ніжною плівкою й зміцнює їх;
- меланін — має захисну дію від несприятливих зовнішніх впливів;
- ланолін — запобігає сухості та ламкості вій;
- вітаміни В5, Е — зміцнюють, живлять і зволожують вії, стимулюють їх зростання, надають еластичність і шовковистість;
- ультра-фіолетові фільтри — захищають від дії сонячних променів;
- консерванти — перешкоджають появі й розмноженню хвороботворних мікроорганізмів.

## Функції
Якісна туш повинна:
- легко, рівно лягати на вії, не склеювати їх, не утворювати грудок;
- сохнути рівно стільки часу, щоб встигнути рівномірно нанести її тонким шаром і додати віям потрібну форму: бути досить стійкою, не розмазуватися, не обсипатися, не обтяжувати вії та не робити їх жорсткішими;
- доглядати за віями — живити, зміцнювати, захищати;
- легко змиватися за допомогою спеціальних засобів для зняття макіяжу;
- не викликати подразнення, алергії.

Вітамінізована, або живильна, туш завдяки вмісту вітамінів, протеїнів, меланіну, кератину і інших речовин забезпечує віям дбайливий догляд, зміцнює і надійно захищає їх від ламкості і зовнішніх впливів (від вітру, пилу, сонячних променів).
Туш для чутливих очей (Sensitive Eyes) не викликає подразнення слизової оболонки очей і зводить до мінімуму ризик запалення. Її добре використовувати тим, хто носить контактні лінзи.
Прозорий гель спеціально створений для жінок з довгими чорними віями, які хочуть лише додати їм більш акуратний і доглянутий вигляд. Як правило, гель містить різні корисні речовини (протеїн, пантенол, кератин та ін.) Його можна використовувати і як основу під туш.